# Port Wojenny Gdynia
Port Wojenny Gdynia – polski port wojenny nad Zatoką Gdańską, w woj. pomorskim w Gdyni, położony na Pobrzeżu Kaszubskim. Port stanowi bazę logistyczną Marynarki Wojennej, którą zarządza oddział logistyczny Komenda Portu Wojennego Gdynia zabezpieczający okręty w nim stacjonujące. Port wojenny Gdynia jest główną bazą morską 3 Flotylli Okrętów.

## Położenie
Port wojenny jest położony we wschodniej części Gdyni, w dzielnicy Oksywie. Port usytuowany jest nad Zatoką Gdańską, we wschodniej części Pobrzeża Kaszubskiego.
Port wojenny jest administracyjnie wyłączony z granic portu morskiego Gdynia.
Port wojenny mimo że sąsiaduje z cywilnym portem morskim, może funkcjonować niezależnie. Ma osobne podejście i wejście północne.

## Historia

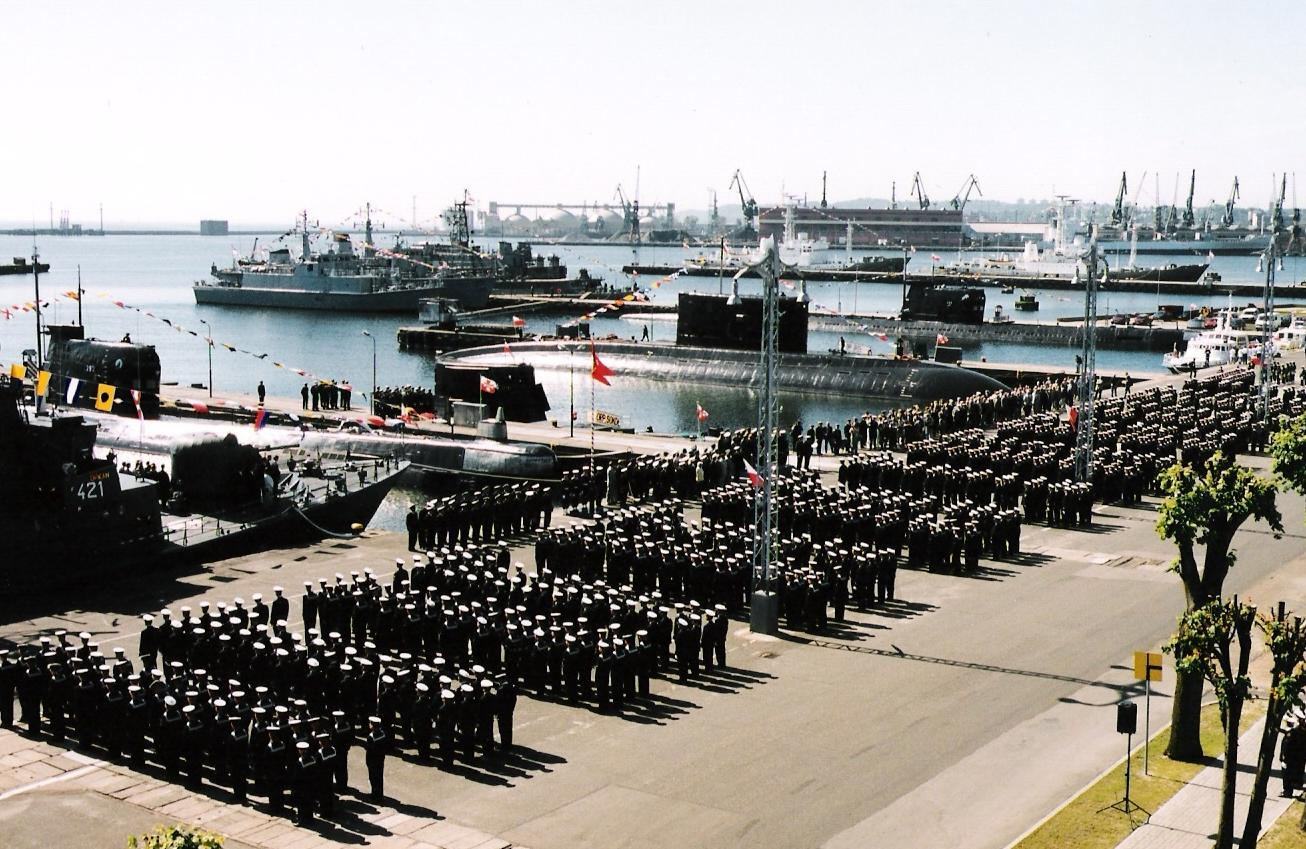
Chrzest ORP „Sokół” w porcie wojennym Gdynia

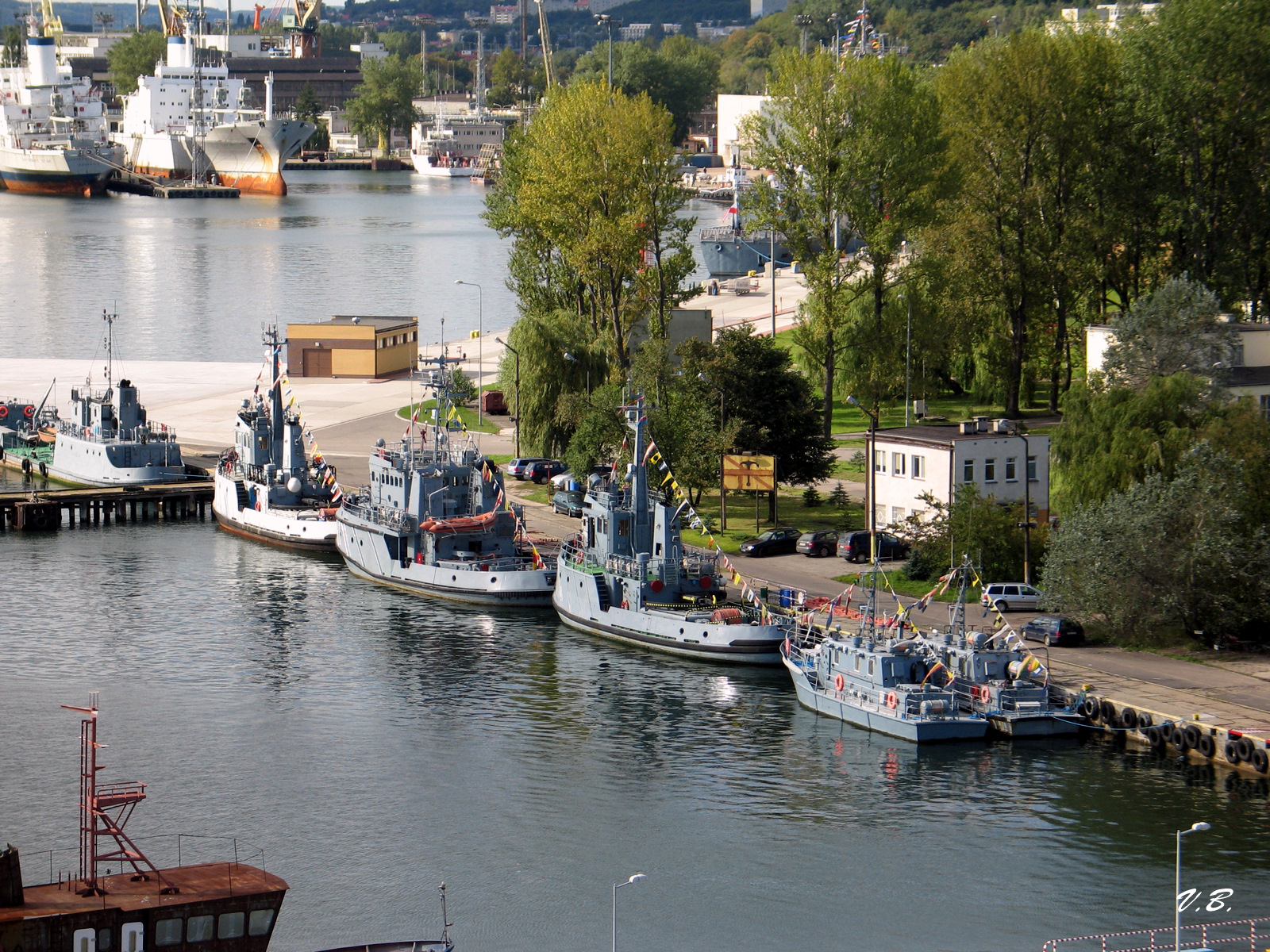
Basen w Porcie Wojennym Gdynia, widoczne: fragment barki śmieciarki B-7, holownik H-5, H-8, H-7 oraz 2 kutry transportowe projektu 4142

Budowa portu wojennego w Gdyni rozpoczęła się w 1923 roku, port zaczął funkcjonować jako „Tymczasowy Port Wojenny i Przystań dla Rybaków” (dzisiejsze nabrzeże Francuskie portu handlowego Gdynia). Budowę portu wojennego na Oksywiu rozpoczęto w 1925 roku. W 1926 roku przeniesiono komendę portu wojennego z Pucka do Gdyni.

Insygnia Komendy Portu Wojennego Gdynia
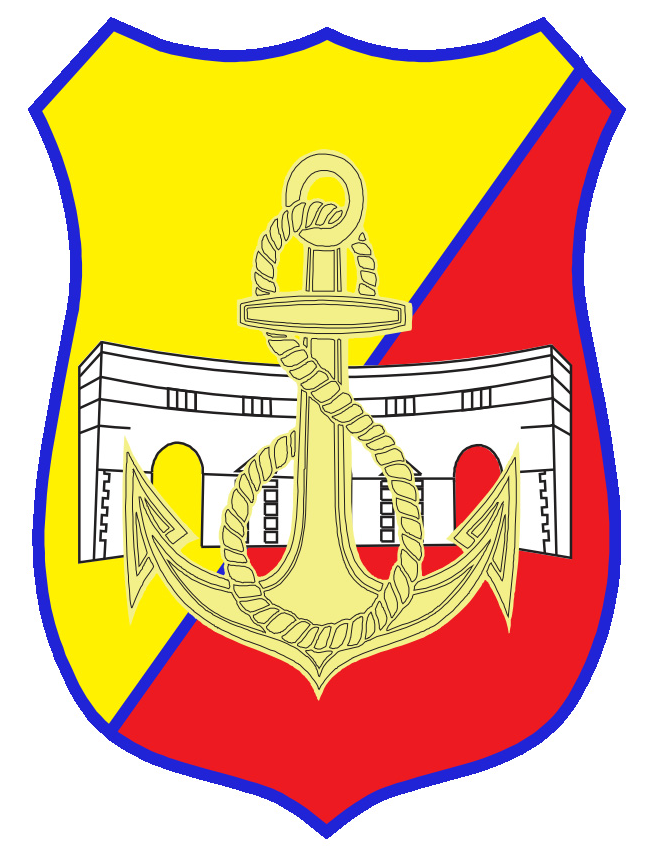
Oznaka rozpoznawcza na mundur wyjściowy (wzór 2014)
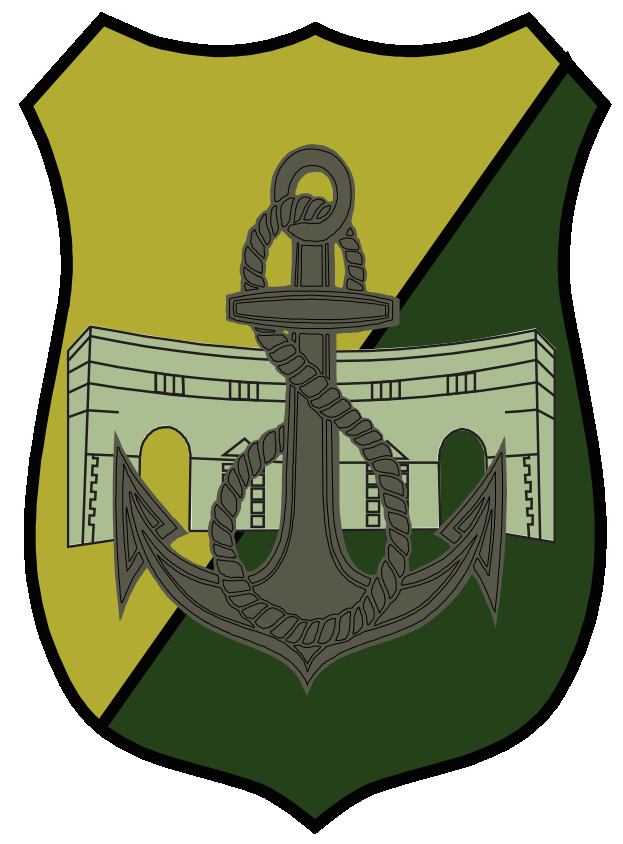
Oznaka rozpoznawcza na mundur polowy (wzór 2014)